# Woodstock (Illinois)
Woodstock ist eine Stadt im US-Bundesstaat Illinois. Sie liegt ca. 80 Kilometer nordwestlich vom Stadtzentrum von Chicago, dem Chicago Loop und gut 50 Kilometer vom O’Hare International Airport entfernt. Sie ist der Verwaltungssitz (County Seat) des McHenry County. Das U.S. Census Bureau hat bei der Volkszählung 2020 eine Einwohnerzahl von 25.630 ermittelt.

## Sehenswürdigkeiten

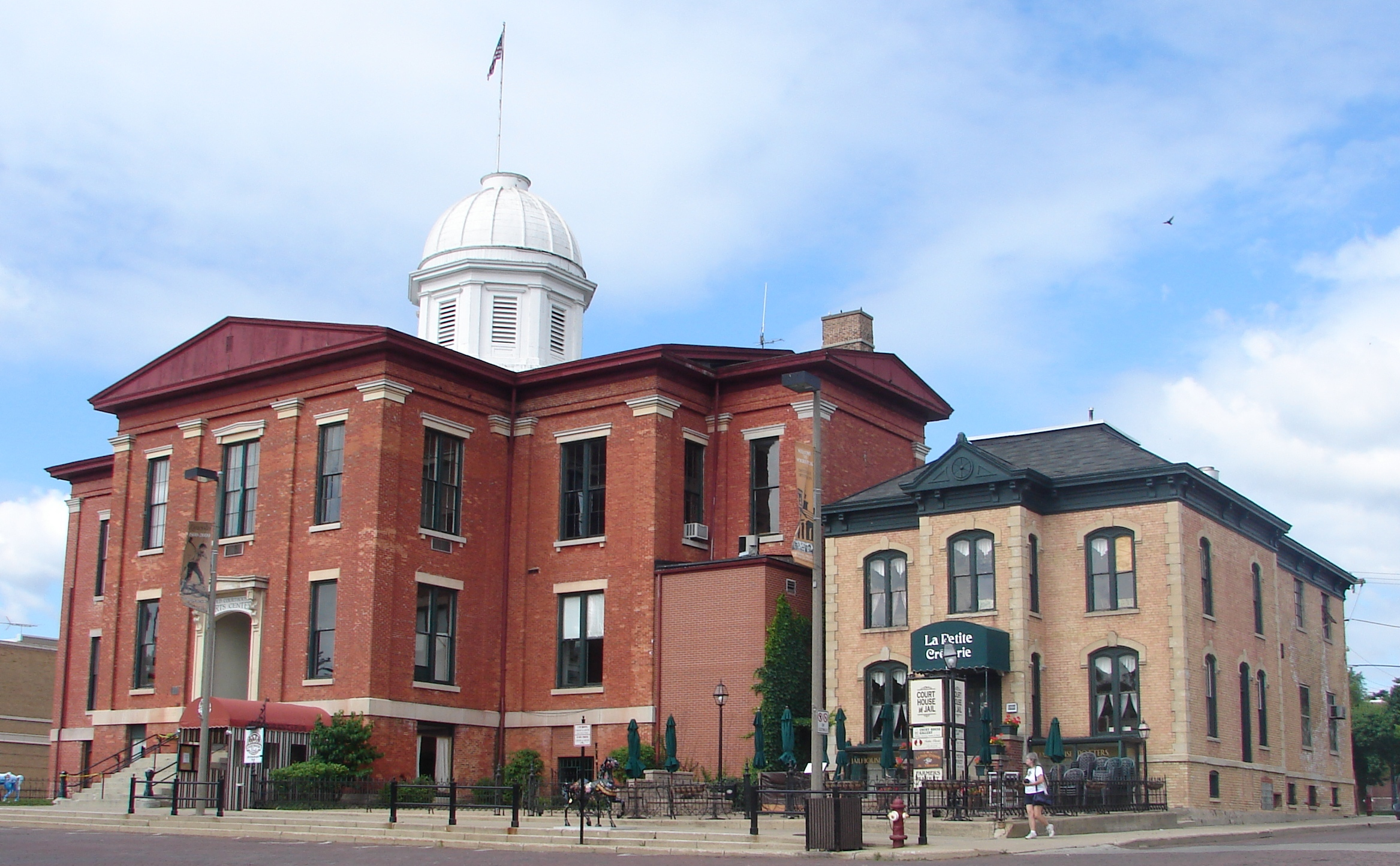
Old McHenry County Courthouse und Gefängnis in Woodstock

In Woodstock, in der Van Buren Street, befindet sich das historische, 1889 erbaute Woodstock Opera House sowie das 1857 erbaute Old McHenry County Courthouse. Die Stadt zählt laut der US-amerikanischen Denkmalspflegestiftung National Trust for Historic Preservation zu den sehenswertesten Reisezielen der USA.

## Woodstock im Film
Woodstock war der Hauptdrehort für den 1993 veröffentlichten Spielfilm Und täglich grüßt das Murmeltier (Groundhog Day) mit Bill Murray. Die Außenaufnahmen des Filmes wurden hauptsächlich in dem historischen Stadtkern rund um den zentralen Woodstock Square aufgenommen. Der Film spielt zwar im 800 Kilometer entfernten Punxsutawney, Pennsylvania, dem traditionellen Ort des Murmeltierfestes, aber Woodstock wurde von den Filmproduzenten ausgewählt, weil es ihnen geeigneter erschien.
Die Stadt feiert nach dem Filmerfolg von Und täglich grüßt das Murmeltier jedes Jahr Anfang Februar die Groundhog Days. Es werden Touren zu den Originalschauplätzen angeboten. Die Bürger von Woodstock haben sich mittlerweile analog zum Original Punxsutawney Phil auch ihr eigenes Murmeltier namens Woodstock Willie zugelegt.
Einige Szenen aus dem Film Ein Ticket für Zwei mit Steve Martin und John Candy wurden ebenfalls in Woodstock gedreht. Insbesondere die Szene, als das völlig ausgebrannte Auto der beiden Protagonisten abgeschleppt wird und sie wenig später einen Truck anheuern, der sie nach Chicago bringen soll.

## Bekannte Einwohner
- Alexander Berkman (1870–1936), Anarchist und Schriftsteller
- Jessica Biel (* 1982), Schauspielerin
- Emma Goldman (1869–1940), Anarchistin, Friedensaktivistin, Antimilitaristin, Atheistin, und feministische Theoretikerin
- Chester Gould (1900–1985), Comiczeichner
- Paul Newman (1925–2008), Schauspieler, Filmregisseur, Rennfahrer und Unternehmer
- Fred Sturm (1951–2014), Jazz- und Fusionmusiker, Hochschullehrer
- Orson Welles (1915–1985), Filmregisseur, Schauspieler und Autor